# Однопорі
Однопорі (Monotrysia) — група метеликів, що включає слабовивчених і маловідомих дрібних молеподібних комах.

## Класифікація
Включає 5 надродин і 11 родин:
- Incurvarioidea
  - Adelidae
  - Cecidosidae
  - Crinopterygidae
  - Heliozelidae
  - Incurvariidae
  - Prodoxidae
- Andesianoidea
  - Andesianidae
- Palaephatoidea
  - Palaephatidae
- Tischerioidea
  - Tischeriidae
- Nepticuloidea
  - Nepticulidae
  - Opostegidae